# بي إن موفيز
بي ان موفيز  beIN Movies هي مجموعة من قنوات أفلام شعبية  بدأت في 1 تشرين الثاني / نوفمبر 2015.

## نبذة
- هي الآن مجموعة من أربعة قنوات HD في منطقة الشرق الأوسط وشمال أفريقيا و 7 قنوات HD في تركيا، بي أن موفيز يملكها شبكة قنوات بي إن  البث على كل من بي أن  و ديجيتال تورك.
- بث الافلام  الأمريكية والأوروبية والأسترالية ا؛ كل ذلك مع الترجمة باللغة العربية (في الشرق الأوسط) والتركية (في تركيا).
- في كانون الأول / ديسمبر 2015, إيطاليا فيلم الدولي قد أعلن عن توقيع  عرض محتوى الشركة لخمسة  سنوات مقابل عدة ملايين من الدولارات مع مجموعة بي إن الإعلامية. هذا هو أكبر ناتج التعامل في الشرق الأوسط التي تخول beIN الأفلام للحصول على أكثر من 600 فيلم.
- في آذار / مارس 2016, أعلنت مجموعة بي إن الإعلامية أنها استحوذت على 100% من ميراماكس، واحدة من الأكثر الشركة تميزا وشهرة في الترفيه والحصول على الجوائز المحتوى الأصلي.
- بعد هذه الصفقة، ميراماكس® تثري بي إن موفيز هذه المكتبة التي تحتوي على أكثر من 700 فيلم منها 278 قد حصل على  جائزة الأوسكار® و 68 قد رشح ل الأوسكار® ، بما في ذلك «أفضل صورة» الفائزين المريض الانكليزي، شكسبير في الحب، شيكاغو ولا بلد للعجائز.
- في تشرين الأول / أكتوبر 2016, مجموعة بي إن الإعلامية أعلنت أنها قد وقعت صفقة استحواذ مع "وارنر بروس". هذه الصفقة المميزة تمكن بي أن  من الوصول الحصري الشبك التذاكر الثاني   لوارنر بروس.
- بدءا من كانون الأول / ديسمبر 2016, بدأت بي ان تبث العديد من والت ديزني أفلام الرسوم المتحركة من أرشيف ضخم من هذا الأستوديو. هذه الأفلام التي سيتم عرضها مع الدبلجة العربية التركية.
- في 16 كانون الثاني / يناير 2017، تم تسمية موفيماكس في ديجي تورك إلى بي إن موفيز.
- في 1 آذار / مارس 2017, مجموعة بي إن الإعلامية أعلنت أنها قد وقعت صفقة استحواذ مع شركة سوني بيكتشرز. هذه الصفقة تمكن beIN  من الوصول الحصري إلى شباك التذاكر الثاني لسوني بيكتشرإ.
- من كانون الثاني / يناير 2019, beIN سوف تصبح المسلسلات والبرمجة المنزلية الحصرية  من وارنر بروس' لأول مرة تبث على بي إن، كما ستصبح شبك التذاكر الأول للشركة. بالإضافة إلى الحصول على شباك تذاكر الأول،  اكتسب بي ان الحصول على حقوق وكذلك الوصول إلى مكتبة غنية المحتوى من «وارنر بروس» على قنوات بي إن موفيز.[1]